# Mount Black Prince
Mount Black Prince – szczyt Gór Admiralicji na Ziemi Wiktorii w Antarktydzie Wschodniej.

## Nazwa
Nazwany przez antarktyczną ekspedycję New Zealand Geological Survey (1957–1958) – nazwa Black Prince (tłum. „Czarny Książę”) nawiązuje do wyglądu góry zbudowanej z ciemnej skały oraz upamiętnia nowozelandzki statek HMNZS Black Prince .

## Geografia
Szczyt Gór Admiralicji na Ziemi Wiktorii w Antarktydzie Wschodniej wznoszący się na wysokość 3456 m n.p.m.  Leży ok. 6 km na zachód od Mount Ajax .
Mount Black Prince zbudowany jest ze skał osadowych o ciemnym zabarwieniu i swoim kształtem przypomina piramidę . 